# Blumenstraße (Düsseldorf)
Die Blumenstraße ist eine Straße im Düsseldorfer Stadtteil Stadtmitte.

## Lage
Die Blumenstraße schließt sich an die Königsallee, Düsseldorfs Luxuseinkaufsstraße, an und führte in der Vorkriegszeit in die Bismarckstraße, heute jedoch mündet sie in die Berliner Allee. Sie kreuzt die Schadowstraße, die wichtigste Einkaufsstraße Düsseldorfs, weiter die Königsstraße, die Josephinenstraße und den Martin-Luther-Platz mit der Johanneskirche.
Sie zeichnete sich laut Hugo Weidenhaupt und Peter Hüttenberger vor allem durch ihre Geschäftshäuser wie etwa die „Wehling’schen Geschäftshäuser“ (Nr. 7 und 9) und das Cornelius-Haus (an der Ecke zur Schadowstraße) aus.

## Bebauung
- Das im Zweiten Weltkrieg zerstörte Hotel Heck, Blumenstraße 16/18, wurde von dem Architekten- und Ingenieurverein Düsseldorf in der Publikation Düsseldorf und seine Bauten (1904) gewürdigt. Der Profanbau mit großzügiger Innenausstattung wurde 1889 durch die Architekten Bernhard Tüshaus und Leo von Abbema erbaut:

„Das ‚Hotel Heck‘ an der Blumenstraße, im Jahre 1889 durch die Architekten Tüshaus & von Abbema erbaut, enthält 30 Zimmer mit 36 Betten (Abb. 369). Die großen Gasträume und Säle sowie die guten Kücheneinrichtungen gestatten die Abhaltung von grösseren Festlichkeiten (Abb. 370 und 371).“

- Das Cornelius-Haus stand als Kopfbau zwischen Königsallee im Westen, Schadowstraße im Norden und Blumenstraße im Osten. Der repräsentative Bau wurde 1896–1897 vom Düsseldorfer Architekturbüro Klein & Dörschel erbaut. Er überstand die Luftangriffe auf Düsseldorf bis auf kleinere Schäden, wurde wiederaufgebaut und erst später zugunsten eines Neubaus abgebrochen.
- Die Fassaden der Wohn- und Geschäftshäuser Blumenstraße 7 und 9 wurden von den Düsseldorfer Architekten Gottfried Wehling und Alois Ludwig gestaltet. Ludwig war ein Vertreter des Wiener Jugendstils und arbeitete mit farbig glasierten Keramiken, an den Gebäuden Blumenstraße 7 und 9 auch mit „anmutigen Glaseinlagen“. Wehling war auch Bauherr und späterer Eigentümer der Häuser und wohnte ab dem 21. Dezember 1907 bis zu seinem Tod im Haus Blumenstraße 9.

„Die Wehlingschen Geschäftsgruppen Königsallee Nr. 9 und 11, sowie Blumenstraße Nr. 7 und 9, im Jahre 1901–1902 durch die Architekten Wehling & Ludwig erbaut, zeigen Straßenfrontdurchbildungen in moderner Formensprache. […] Die Fassaden an der Blumenstraße zeigen über den Holzschaufensteranlagen Werksteingliederungen zwischen Putzflächen mit anmutigen Glaseinlagen (Abbild. 430, 431 und 432).“

- Wehling ließ 1912 auch das Geschäftshaus Blumenstraße 11–15 erbauen. Ab den 1930er Jahren hatte hier die in Berlin ansässige Allianz und Stuttgarter Verein Versicherungs-AG (nach 1945 Allianz Versicherungs AG) ihre Düsseldorfer Filialdirektion, woraufhin auch das alte Allianz-Logo an der Fassade hinweist.

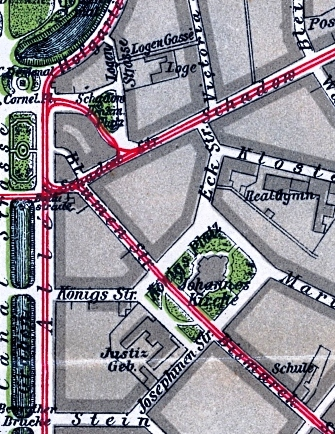
Ausschnitt aus einem Stadtplan Düsseldorfs von 1903
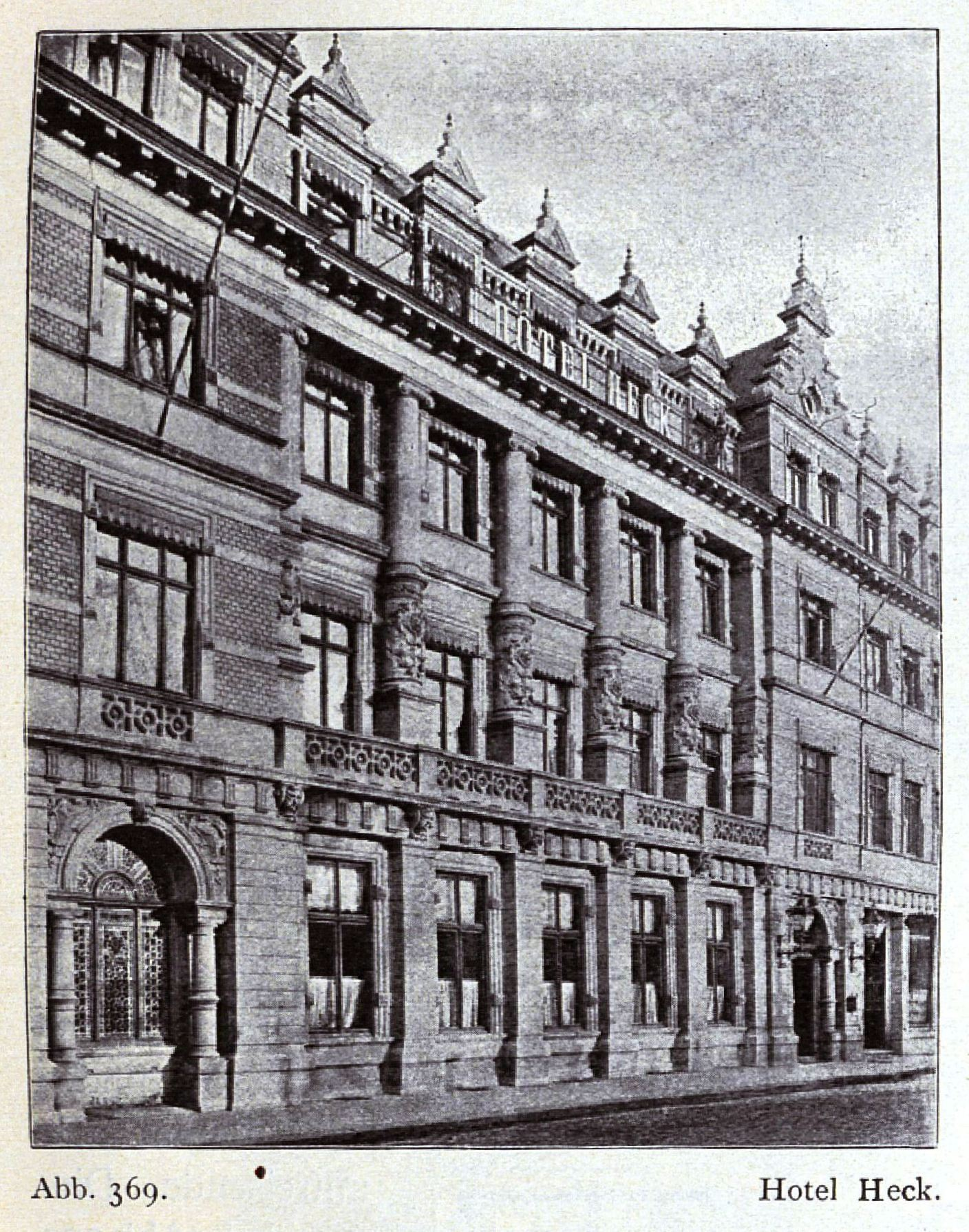
Hotel Heck, Blumenstraße 16/18
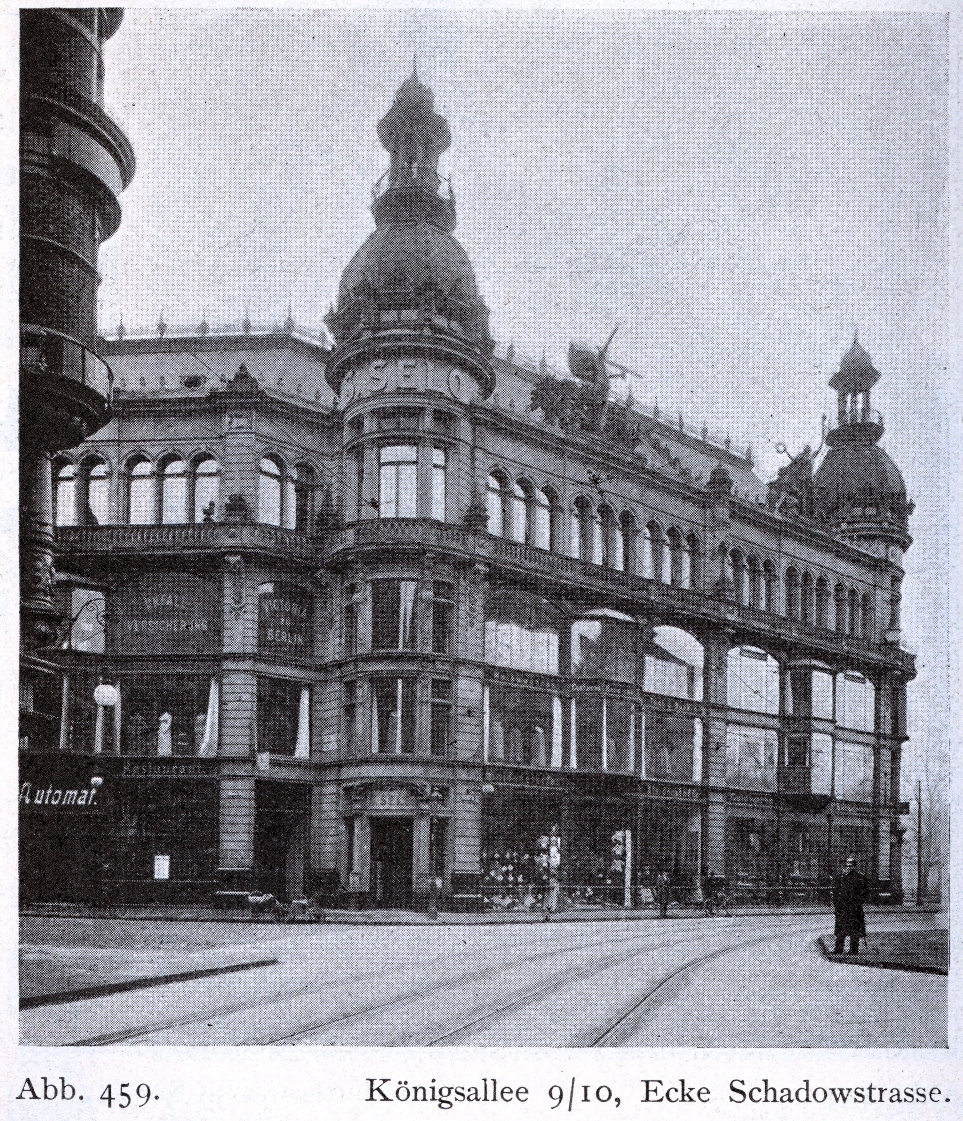
Cornelius-Haus, Blick aus der Schadowstraße, links die Einmündung der Blumenstraße
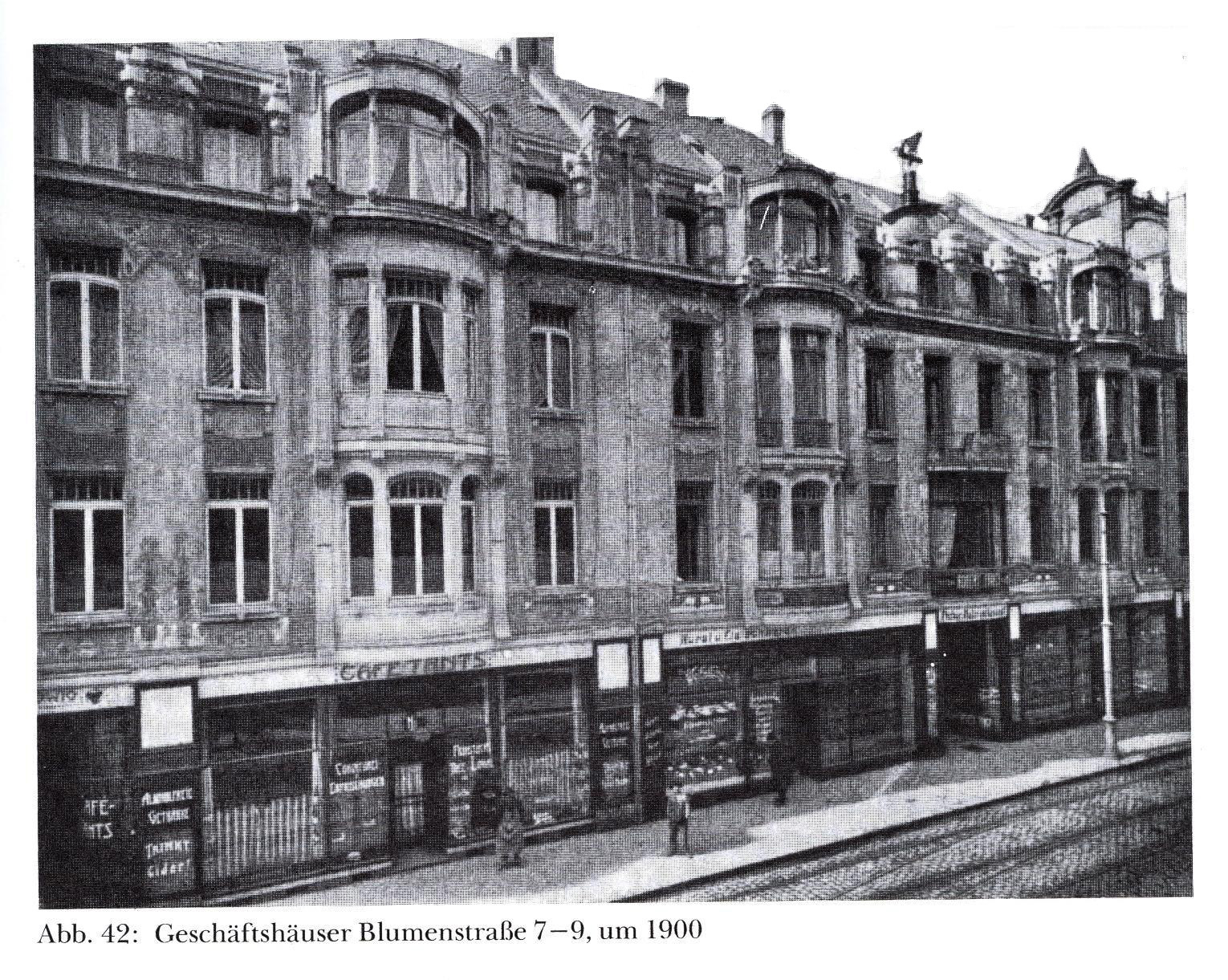
Geschäftshäuser Blumenstraße 7 und 9
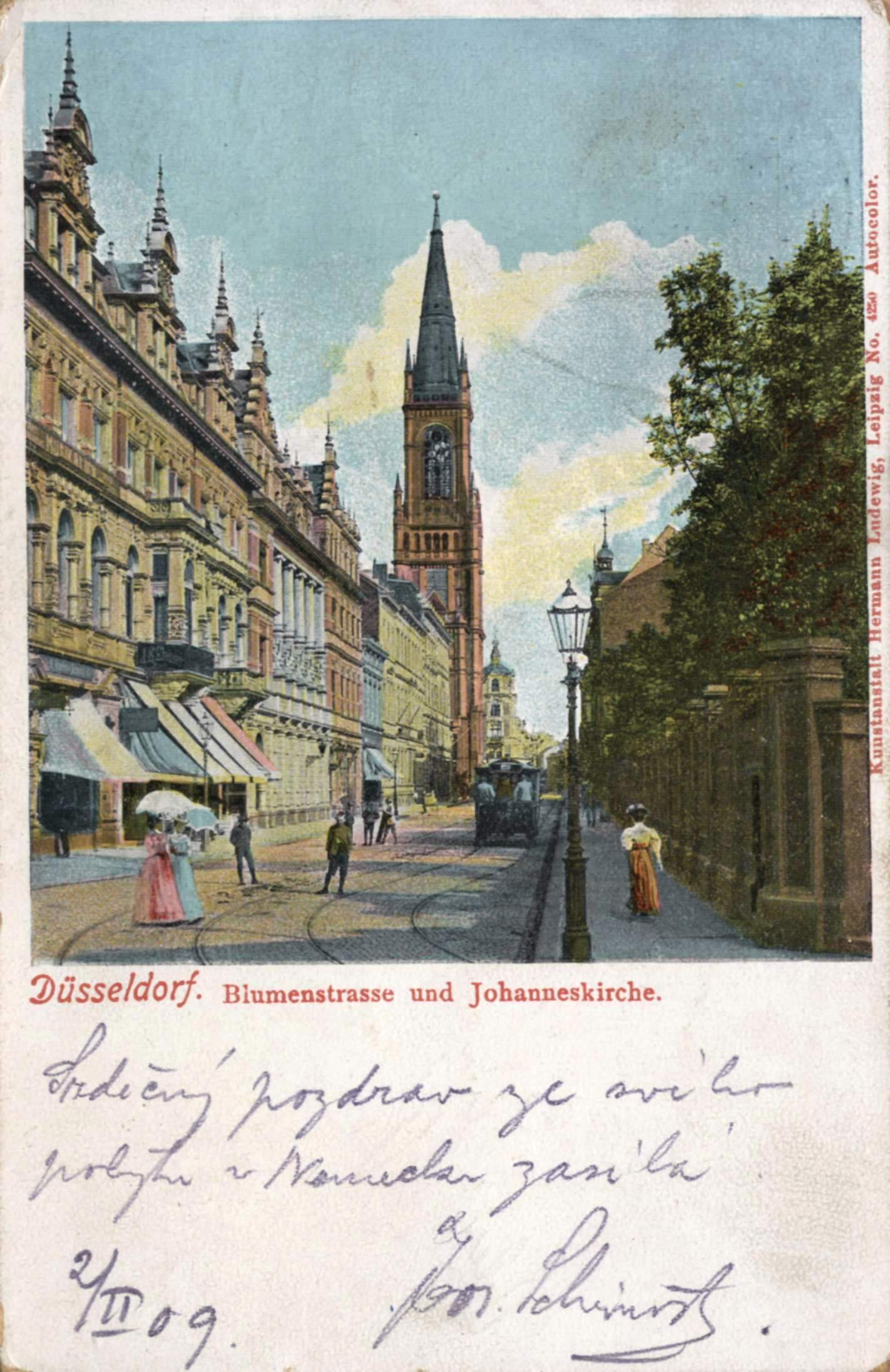
Blick durch die Blumenstraße mit dem Turm der Johanneskirche (Ansichtskarte, um 1909)
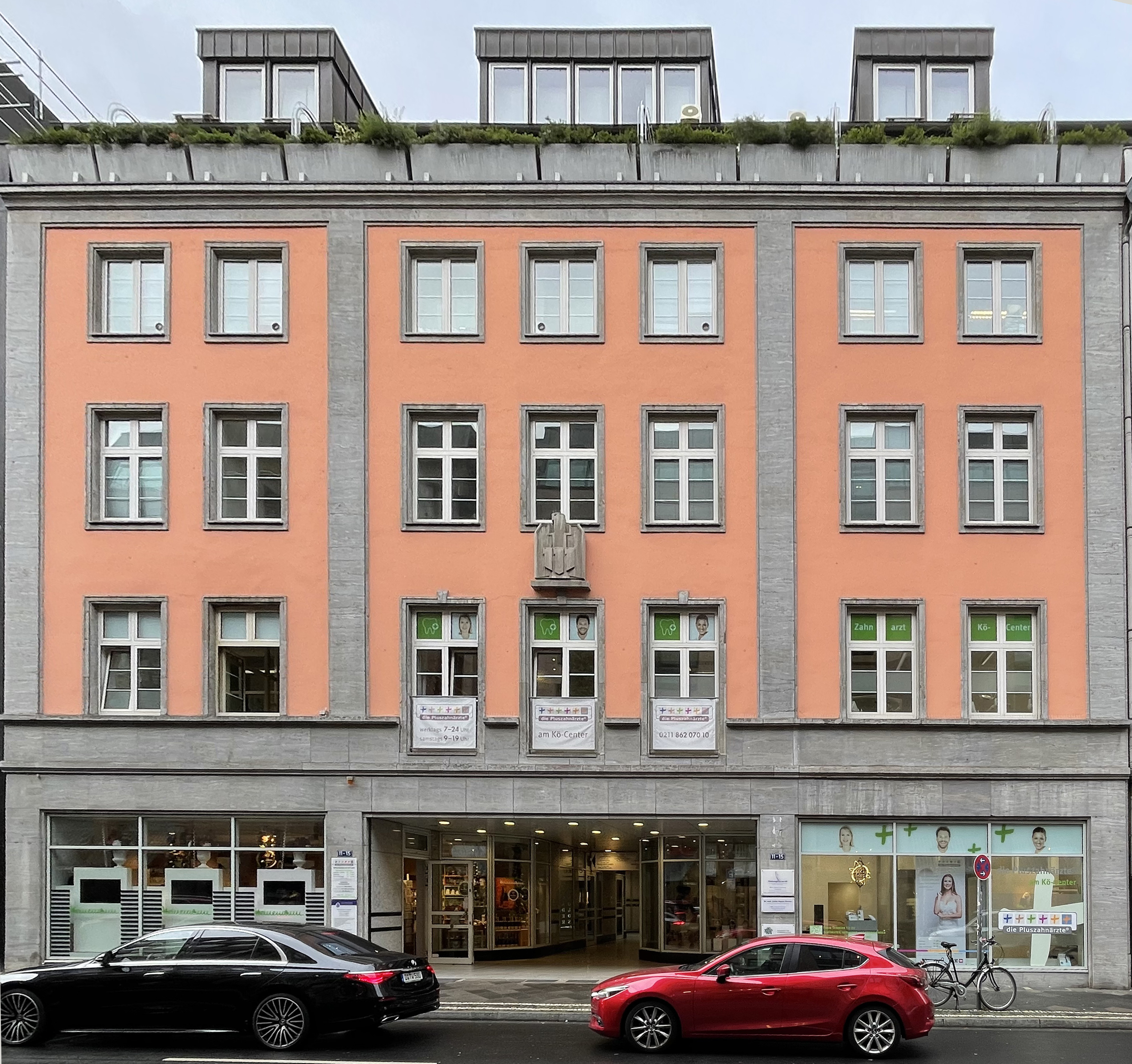
Geschäftshaus Blumenstraße 11–15 (2022)
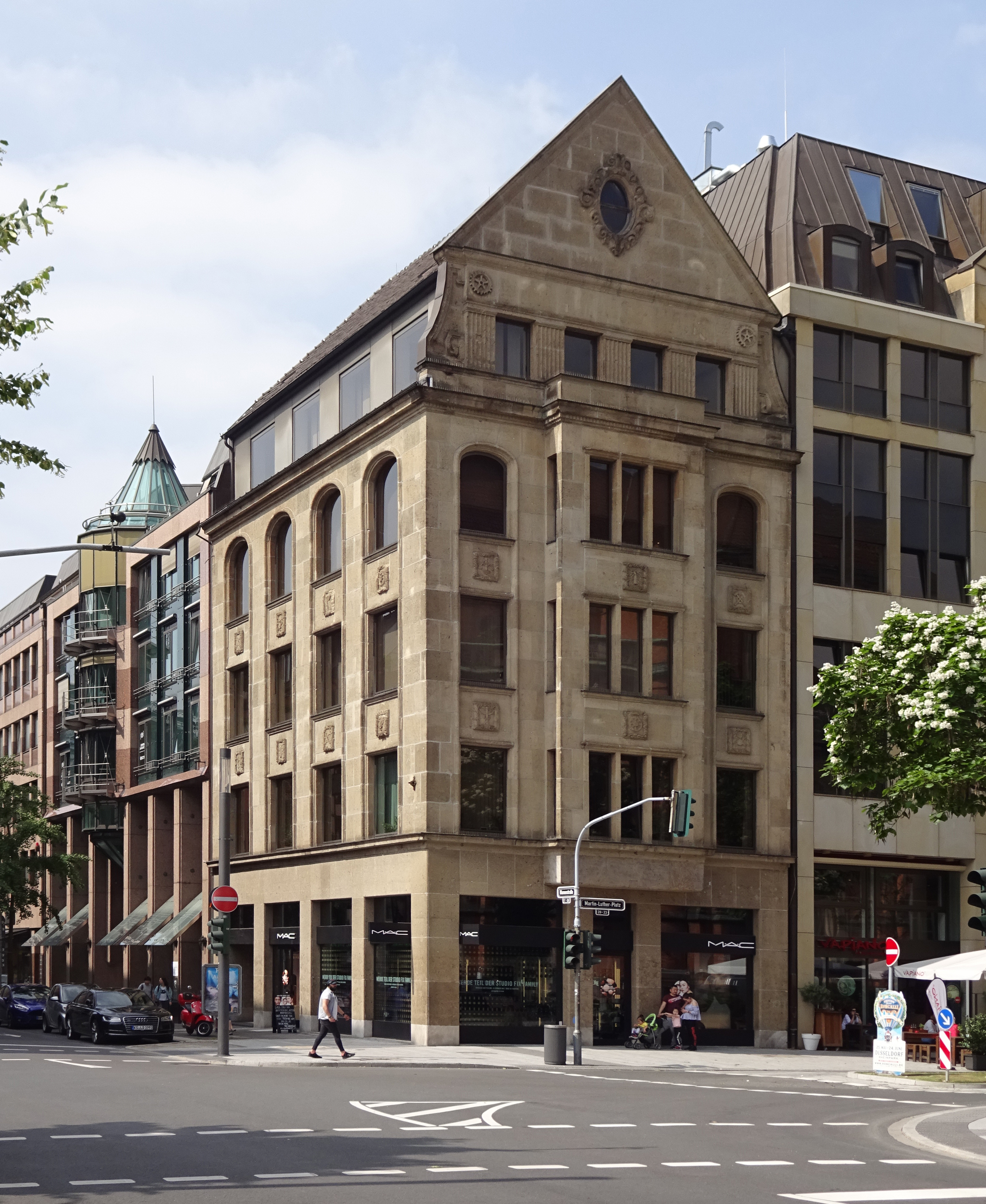
Geschäftshaus Blumenstraße 28/30 an der Ecke zum Martin-Luther-Platz (2018)